# Juraniowe

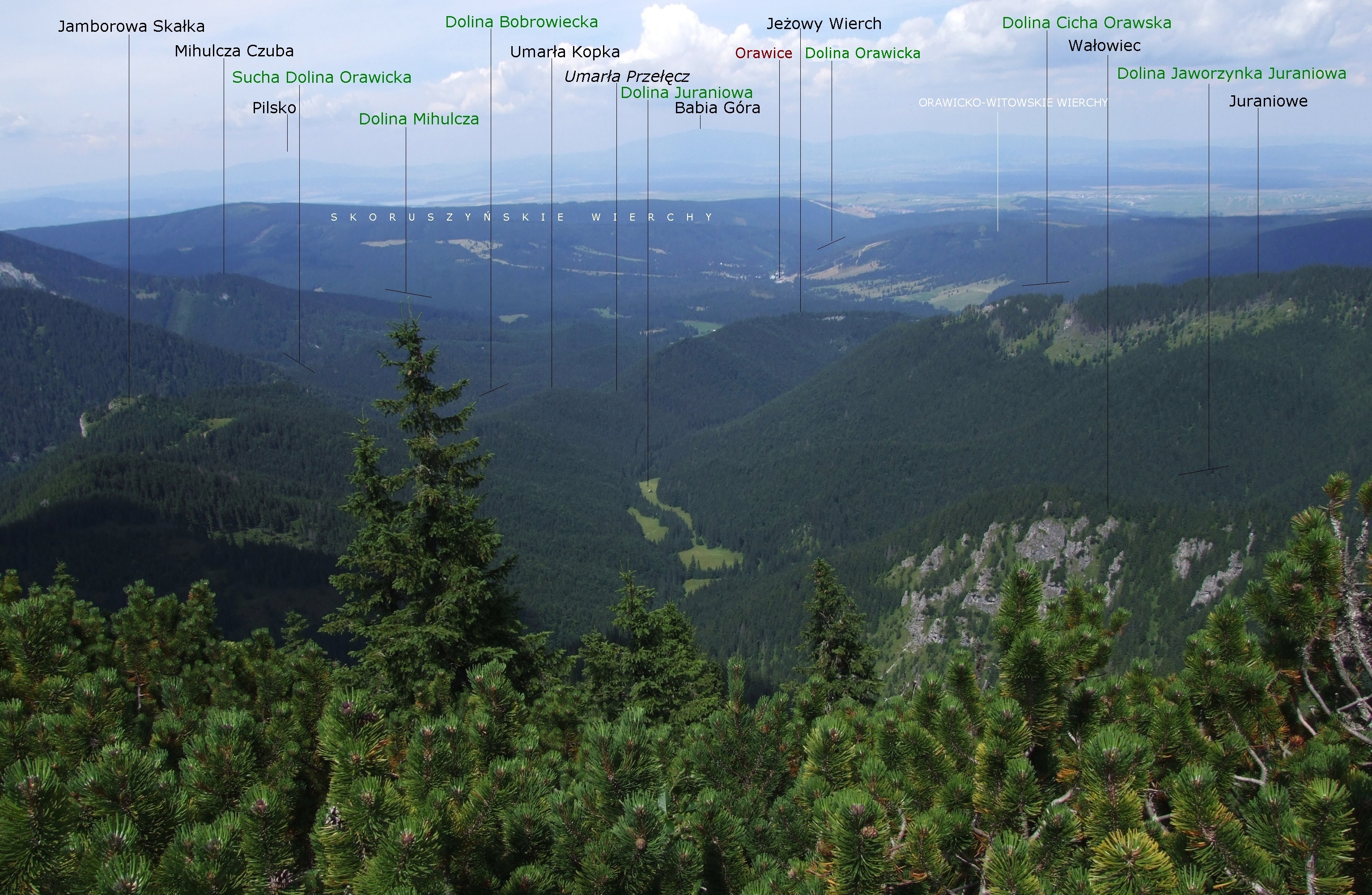
Widok z Bobrowca

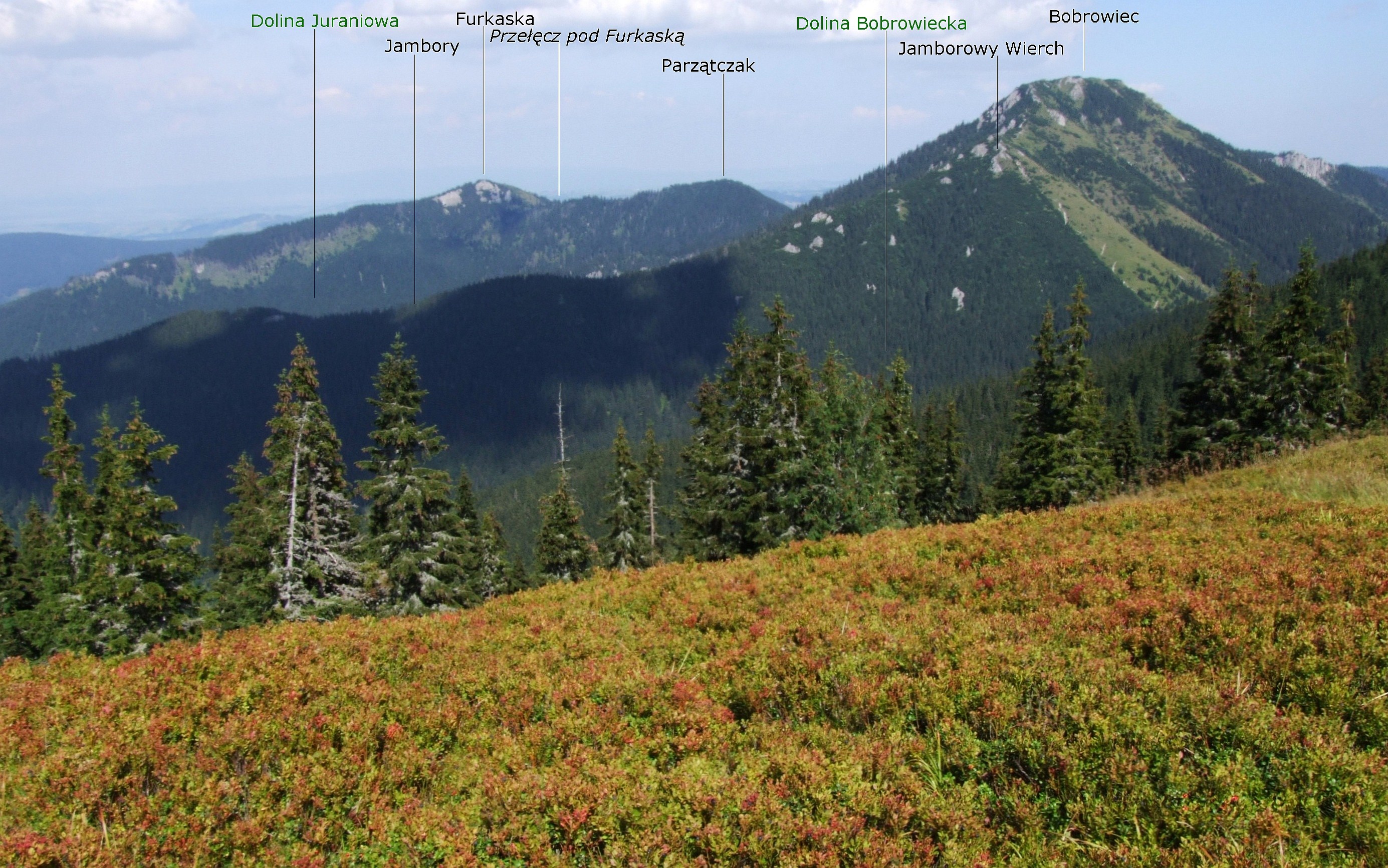
Po lewej stronie szczytu Furkaski grzbiet Juraniowe

Juraniowe – grzbiet w słowackich Tatrach Zachodnich, odchodzący od Furkaski (1491 m) znajdującej się na granicy polsko-słowackiej. Początkowo odchodzi od niej w północno-zachodnim kierunku, a potem zakręca w kierunku północnym i kończy się Czaplowym Wierchem (1096 m). Juraniowe oddziela Dolinę Juraniową i jej odnogę – Jaworzynkę Juraniową od Doliny Czaplowej i Doliny Furkaskiej. Wszystkie te doliny są odnogami Doliny Cichej Orawskiej. Od Juraniowego w północnym kierunku odchodzi jeden krótki grzbiet ze wzniesieniem Turek. Oddziela on Dolinę Czaplową od Doliny Furkaskiej.
Grzbiet Juraniowe zbudowany jest ze skał osadowych (wapienie i dolomity) i jest niemal całkowicie zalesiony. Jedynie bardziej strome partie bezpośrednio pod granią Juraniowego są częściowo trawiaste i skaliste. Nie prowadzi nim żaden szlak turystyczny, a całe stoki opadające do Doliny Juraniowej znajdują się na obszarze ochrony ścisłej.